# Cassandre
Cassandre, pseudonimo di Adolphe Jean Marie Mouron (Charkiv, 24 gennaio 1901 – Parigi, 17 giugno 1968), è stato un pubblicitario, grafico, litografo, tipografo, decoratore e pittore francese, nato in Ucraina da genitori francesi.
Artefice di uno stile pubblicitario originale, ispirato in generale alle correnti artistiche della prima metà del Novecento e riconducibile in particolare all'Art déco, è stato uno dei più importanti cartellonisti pubblicitari francesi.

## Biografia

### L'infanzia tra Charkiv e Parigi
Adolphe Mouron nasce a Charkiv, nell'Impero russo (attuale Ucraina), da una famiglia borghese originaria di Bordeaux in Francia.
Il padre, Georges, è un uomo d'affari nato a Libourne e trasferitosi quand'era diciottenne in Ucraina per lavorare nella ditta dello zio che commerciava vini a livello internazionale.
La madre, Eléonore Poque, proviene da una famiglia benestante: il padre è di origine francese anch'egli migrato nell'Impero russo, la madre invece è di origini baltiche.
La coppia ha cinque figli, Adolphe è il più giovane.
Gli anni dell'infanzia di Adolphe sono caratterizzati da frequenti viaggi tra Ucraina e Francia. Il padre, fortemente attaccato alla cultura della propria terra d'origine, fa studiare i propri figli a Parigi mentre fa passare loro le vacanze scolastiche a Charkiv.
Ciò fino allo scoppio della prima guerra mondiale: il fratello più anziano di Adolphe, Henri, muore in battaglia quasi subito. Il padre decide quindi di far rimanere definitivamente la famiglia a Parigi, mentre egli resta nell'Impero russo nella speranza di poter riuscire a curare i propri affari al meglio nonostante le ristrettezze della guerra.
Le sue speranze si infrangeranno all'indomani della Rivoluzione bolscevica.

### Il primo periodo francese
Nel 1918 Adolphe Mouron, una volta diplomatosi al liceo, decide di intraprendere la carriera dell'artista.
Inizia a studiare pittura prima presso l'atelier di Lucien Simon e successivamente all'Académie de la Grande Chaumière e all'Académie Julian di Parigi.
Nel 1919 fa la sua prima esperienza da "pubblicitario": partecipa ad un concorso per il restyling dell'Omino della Michelin. Si classificherà terzo. Sempre a partire dal 1919 inizia ad interessarsi alla Bauhaus.
Appena terminati gli studi inizia a lavorare come grafico presso la tipografia Hachard & Cie.
Nel 1922 adotta lo pseudonimo di Cassandre, che inizialmente userà solo per firmare le opere pubblicitarie.
Durante gli anni venti si impone come uno degli esponenti di spicco della grafica pubblicitaria francese, assieme a Charles Loupot, Jean Carlu, Paul Colin, e all'italiano Sepo.
Gli elementi di partenza di Cassandre sono rappresentati: sul piano concettuale da quanto teorizzato dalla Gestalt relativamente alla percezione visiva; sul piano formale da un ibrido tra la grande tradizione cartellonistica francese, che aveva come capo-fila il livornese Leonetto Cappiello, e il costruttivismo, in particolare quello di El Lissitzky e László Moholy-Nagy. Sul versante dell'estetica, tuttavia, Cassandre si aprirà ben presto al Cubismo, al Purismo (in particolare quello di Amédée Ozenfant e del Le Corbusier pittore) e al Secondo Futurismo italiano (Fortunato Depero).
Il risultato è rappresentato da uno stile molto grafico: sintetico, bidimensionale, geometrico, con forti contrasti cromatici. E da una significativa componente simbolica sul piano comunicativo.
Altro elemento stilistico fondamentale di Cassandre è rappresentato dallo studio della parte scritta della pubblicità: la scelta del carattere tipografico, la collocazione di titolo e testo, il rapporto e l'equilibrio tra tutti gli elementi che vanno a costituire un manifesto. Cassandre tende a usare la componente tipografica in maniera decorativa e ritmata, prediligendo scritte compatte, armoniose, proporzionate e scegliendo spesso font monumentali e lapidari. Il tutto regolato da un forte senso architettonico.
La passione di Cassandre per il lettering la si ritroverà evidenziata più tardi quando realizzerà manifesti di sole scritte, come ad esempio A la maison dorée (1926) o J'achète tout aux Galeries Lafayette (1928), ma soprattutto quando si cimenterà nella progettazione di caratteri tipografici.
Il primo lavoro importante dell'artista francese è rappresentato dal manifesto per il negozio di mobili Au Bûcheron del 1923, che riceverà poi la medaglia d'oro all'Esposizione internazionale di arti decorative e industriali moderne del 1925. Già in queste prime opere è possibile ravvisare alcuni criteri compositivi che caratterizzeranno diversa della sua produzione successiva: l'impiego di piani ortogonali su cui s'innestano piani obliqui e su cui si collocano elementi figurativi, in modo da ottenere un risultato dinamico.
Nel 1924 Cassandre si sposa con Madeleine Cauvet, nipote di Georges Richard, uno dei pionieri dell'industria automobilistica francese (avranno un figlio che si chiamerà Henri, come lo zio morto in guerra).
E sempre nel 1924 firma un contratto con la Hachard che s'impegnerà a stampare i manifesti di Cassandre fino al 1927. Nel 1925 realizza uno dei suoi poster più celebri, quello per il quotidiano L'Intransigeant. All'interno di un'area rettangolare e orizzontale (il lato lungo del rettangolo rappresenta la base, mentre il corto l'altezza) i fili di un telegrafo partono da un'estremità e convergono prospetticamente nell'orecchio della testa di un uomo raffigurata in silhouette. Il logotipo dell'Intransigeant è posto in diagonale sulla fronte dell'uomo ed esce al di fuori dell'area visiva del poster (è troncato!). Il tutto è su fondo nero ed è realizzato impiegando solo varianti del colore giallo. Questa soluzione grafica, sintetica e costruita su una rigorosa geometria, verrà poi adottata in qualità di marchio dal giornale stesso.
Nel 1926 Cassandre lascia la Hachard e inizia a lavorare per quello che diventerà uno dei suoi amici più stretti: Maurice Moyrand, agente della tipografia Danel di Lilla. E sempre in questo periodo inizia a formulare le sue teorie sull'"arte della strada", e che in più di un'occasione verranno pubblicate su riviste di settore.
Secondo Cassandre il cartellone pubblicitario deve essere in grado di risolvere al contempo le seguenti questioni:
- Ottica. La visibilità di un manifesto dipende da un preciso rapporto tra i valori del campo, e non da un mero contrasto cromatico.
- Grafica. L'immagine è un mezzo per esprimere il pensiero, ma è necessario che segua proprie regole grammaticali e sintattiche affinché risulti armonica. A sua volta ciò permette di esprimersi in maniera ideografica ed emblematica.
- Poetica. Il messaggio trasmesso deve provocare nel destinatario una associazione di idee, una sensazione visuale fuggevole, un'emozione.

Il cartellonista pubblicitario è solo un mezzo, un tramite che collega il commercio al possibile cliente. Cassandre usa la metafora del telegrafo: il cartellonista è come l'operatore: l'operatore non deve creare il messaggio, ma deve solo trasmetterlo. Non è richiesta la sua opinione, ci si aspetta solo che egli stabilisca una connessione: chiara, potente e precisa.
Il lavoro del cartellonista pubblicitario richiede ad un pittore di rinunciare ad esprimere se stesso: anche se potrebbe farlo, non ne ha il diritto.
Sul finire degli anni venti Cassandre realizza altri tra i suoi manifesti più celebri, quelli per i treni Etoile du Nord (1927), Nord Express (1927), LMS (1928), e Wagon-Bar (1932, ultimo del ciclo dedicato alle ferrovie) frutto delle sue sperimentazioni sullo spazio e sulla velocità in campo grafico.
In particolare quello del Nord Express, ritenuto uno dei suoi capolavori, è giocato ancora una volta sull'innesto, su piani ortogonali, di rette oblique che convergono nei punti di fuga. In questo manifesto si vede una locomotiva a vapore ripresa all'altezza delle rotaie che corre verso l'orizzonte seguendo la linea elettrica del telegrafo e lasciando uno sbuffo bianco. L'esasperazione prospettica, la composizione e l'uso del colore sono tali da rendere un efficace effetto dinamico.
Parallelamente alla serie di manifesti pubblicitari dedicati alle ferrovie, dal 1927 al 1935 Cassandre realizza anche una serie dedicata alle compagnie di navigazione marittima e alle crociere. Tra questi i manifesti più celebri resteranno quello per il transatlantico L'Atlantique (1931) e quello per il transatlantico Normandie (1935).
Si cimenta inoltre nella progettazione dei caratteri tipografici Bifur (1929) e Acier (1930), realizzati poi dalla fonderia Deberny et Peignot.
E proprio per Deberny et Peignot realizza, nel 1929, uno dei suoi manifesti più emblematici tra quelli composti di sole scritte. Per quest'opera Cassandre in parte recupera un'idea già sperimentata in precedenza, quella delle scritte caratterizzate da una variazione cromatica e luminosa in grado di far "vibrare" la composizione, e in parte introduce una vista assonometrica di tipo speculare in modo da creare l'illusione ottica di una figura impossibile.
Sempre in questo periodo Cassandre inizia a lavorare anche per alcune committenze straniere: McCorquodale & Co. di Londra, Bemrose & Sons di Derby e Nijgh en Van Ditmar di Rotterdam.
Più in generale, tuttavia, gli anni trenta sono caratterizzati da un'intensa attività.
Nel 1930 Cassandre aderisce alla UAM (Union des Artistes Modernes).
Sempre a partire dall'anno 1930 partecipa con Charles Loupot all'effimero progetto di Marcel Moyrand: l'Alliance Graphique (il progetto consisteva in linea di massima nel far lavorare i due artisti su un medesimo soggetto, sebbene la maggior parte di tali lavori rimase allo stadio di bozzetto).
Il progetto si dissolverà all'indomani dell'improvvisa morte di Moyrant, avvenuta nel 1934.
Parallelamente all'attività svolta per l'Alliance Graphique, Cassandre cura le pubblicazioni della Nicolas in qualità di responsabile dei layout e porta avanti il lavoro di pubblicitario.
Nel 1932 realizza quella che resterà probabilmente la sua opera più famosa, il trittico di manifesti per il vermouth Dubonnet. I tre manifesti sono strettamente correlati tra loro e vanno letti in sequenza: nel primo manifesto si vede la silhouette bianca di un omino seduto ad un tavolino che alza un calice perplesso (solo il braccio che tiene in mano il Dubonnet e il volto sono colorati, e solo le lettere D-U-B-O della scritta in calce sono colorate); nel secondo manifesto lo stesso omino assaggia il contenuto del calice (adesso è colorato fino alla pancia, e le lettere colorate sono D-U-B-O-N); nel terzo manifesto l'omino si versa un altro bicchiere (finalmente è tutto colorato, così come le lettere D-U-B-O-N-N-E-T). Questa trovata pubblicitaria ebbe una grande presa sul pubblico e segnò in qualche modo l'inizio di una nuova fase nella carriera di Cassandre.
Nel 1933 viene nominato professore di grafica pubblicitaria prima all'École nationale supérieure des arts décoratifs e successivamente all'École supérieure d'arts graphiques. Tra i suoi allievi annovera Raymond Savignac, Bernard Villemot e André François.
Sempre nel 1933, su invito di Louis Jouvet, fa la sua prima esperienza nel mondo del teatro in qualità di decoratore. E nel 1934 crea le scenografie e i costumi per l'opera Amphytryon 38 di Jean Giraudoux.
Nel 1935 firma un contratto in esclusiva con la Draeger per le edizioni francesi dei propri manifesti.
Ma realizza, soprattutto, uno dei suoi lavori più particolari e sperimentali, il poster per il produttore di vini Nicolas, giocato sulla raffigurazione di bande concentriche e colorate che s'irradiano dall'interno verso l'esterno, e sul contrasto tra toni caldi e toni freddi. Se da un lato questo lavoro appare come evidentemente influenzato dal Futurismo (in particolare quello di Severini e Depero), dall'altro offre l'occasione per sottolineare il fatto che è rischioso tentare di categorizzare un artista eclettico come Cassandre, perché spesso egli non solo è in grado di passare da uno stile all'altro ma è anche in grado di proporre differenti interpretazioni all'interno di una medesima opera.

### La stagione americana
Nel 1936, in seguito ad un'esposizione delle sue opere presso il Museum of Modern Art di New York, a Cassandre viene proposto di firmare un contratto con la rivista Harper's Bazaar per la realizzazione di alcuni lavori. L'artista francese si trasferisce così negli Stati Uniti d'America. Vi rimarrà, in maniera discontinua, per un paio d'anni.
Nel 1937 progetta il carattere Peignot, ispirandosi alla scrittura onciale e semionciale (dove alcune lettere minuscole sono realizzate impiegando lettere maiuscole rimpicciolite a misura delle minuscole). Il font è dedicato all'amico, collega e patron della fonderia francese con la quale aveva collaborato tanti anni: Charles Peignot, conosciuto in occasione dell'Esposizione internazionale di arti decorative e industriali moderne del 1925.
Oltre a progettare alcune copertine per la rivista Harper's Bazaar (su invito di Alexey Brodovitch), Cassandre collabora con la N. W. Ayer & Son, all'epoca una delle agenzie pubblicitarie più importanti del mondo. Tra i manifesti creati su commissione della Ayer è possibile citare quelli per il succo d'ananas hawaiiano Dole e per la Container Corporation of America. Ma il più celebre resterà il poster del 1937 per la Ford V8: in questo poster non si vede l'automobile reclamizzata, bensì l'occhio che guarda tale automobile. Inscritto nella pupilla vi è il marchio "V8", mentre lo slogan sotto recita «Guarda passare le Ford».
Nonostante una brillante carriera, che proprio in questi anni andava assumendo fama internazionale, Cassandre decide di abbandonare il mondo della pubblicità. È probabile che di base vi sia stata un'insoddisfazione nei confronti del poster design così com'era concepito negli Stati Uniti. Si ricorda, per inciso, che in quegli anni la pubblicità in America era in una fase di transizione e si stava passando dall'impiego dell'illustrazione realistica a quello della fotografia: i dipinti d'ispirazione cubista di Cassandre, in questo senso, rappresentarono una vera e propria eccezione. Ma è probabile che anche altri eventi più specifici abbiano contribuito a far maturare tale decisione: da un lato la ferita mai rimarginata dovuta alla tragica morte dell'amico e collega Marcel Moyrand, avvenuta pochi anni prima; dall'altro il crescente interesse per altre forme espressive che non fossero la grafica pubblicitaria.

### Il secondo periodo francese
Ritornato in Europa alla vigilia della seconda guerra mondiale Cassandre divorzia dalla moglie. E, dopo aver assolto ad un breve periodo di ferma militare, inizia a dedicarsi alla pittura e al teatro.
Nel 1942 espone i propri dipinti alla galleria Rene Drouin di Parigi.
Nello stesso periodo, sebbene la pittura rappresenti la sua principale attività, realizza decorazioni, scenografie e costumi per l'Opéra e il Théâtre des Champs-Élysées di Parigi e per l'Opéra di Monte Carlo.
Da notare il fatto che lo stile del secondo periodo francese di Cassandre è del tutto opposto allo stile del primo periodo: il sintetico rigore geometrico dei suoi manifesti Art déco lascia infatti spazio ad un lirico e riccamente ornato Romanticismo.
Nell'immediato dopoguerra riprende anche l'attività di grafico realizzando pubblicità, copertine, illustrazioni, carte da gioco, eccetera.
Nel 1947 si sposa in seconde nozze con Nadine Robinson, una stilista di moda che all'epoca collaborava con Lucien Lelong.
Nel 1948 si trasferisce in Italia per un periodo di sei mesi. Qui realizza alcuni manifesti per l'editore milanese Augusto Coen (Calcografia e Cartevalori) e compie alcuni esperimenti d'incisione sulle lastre di rame solitamente impiegate per la stampa delle banconote. Continua parallelamente la sua attività dedicata al teatro realizzando i bozzetti per le scenografie del Monsieur de Pourceaugnac di Molière, che andrà in scena a Parigi alla fine dello stesso anno.
Appena ritornato in Francia, nell'inverno del 1948, Cassandre viene cooptato dal comitato organizzatore del festival internazionale di musica di Aix-en-Provence e gli viene commissionato un palcoscenico all'aperto da situare nel cortile del palazzo del arcivescovado e da disegnare in stile "italiano". Gli viene inoltre chiesto di realizzare decorazioni e costumi per l'opera che andrà rappresentata in tale struttura, il Don Giovanni di Mozart. Il lavoro ottiene un successo con risonanza a livello internazionale, e Cassandre, ormai noto anche come designer teatrale, viene premiato con la Legion d'onore.
Nel 1950 viene organizzata una retrospettiva al Museo delle Arti Decorative che riassume un quarto di secolo di lavori.
Nel 1954 divorzia dalla sua seconda moglie.
Durante la seconda metà degli anni cinquanta realizza le scenografie per la Comédie-Française, per il Maggio Musicale Fiorentino, per la Bayerische Staatsoper di Monaco e per il Festival de l'oeuvre du XXe Siecle di Parigi. Disegna inoltre scenografie e costumi per la rappresentazione delle tragedie di Racine (sempre Comédie-Française).
Durante la seconda metà degli anni cinquanta porta avanti, inoltre, la propria attività di grafico, tipografo e pittore. Da citare, in particolare, la progettazione dei caratteri per le macchine da scrivere dell'Olivetti.
Nel 1962 Cassandre viene elevato al grado di Ufficiale della Legione d'onore francese.
Nel 1963 disegna il logotipo della maison di Yves Saint Laurent.
Più in generale, tuttavia, la prima metà degli anni sessanta è caratterizzata da vari cambi di residenza. Lasciato lo storico studio di Rue de BeIlechasse di Parigi, dove aveva vissuto per circa un ventennio, Cassandre si trasferisce dapprima nei pressi di Place Malesherbes, e successivamente si ritira in campagna, vicino Belley (Bugey, regione orientale di Lione, dove già viveva il suo amico François Michel). Qui inizia a lavorare al progetto di fondare un istituto d'arte internazionale, e porta avanti l'idea per un paio d'anni ma resosi conti dell'impossibilità di realizzare tale progetto fa ritorno a Parigi, sconfortato, nel 1965.
Tornato nella capitale inizia a selezionare i propri manifesti pubblicitari per organizzare alcune retrospettive che si terranno nel 1966 alla galleria Motte di Ginevra e alla galleria Janine Hao di Parigi, e nel 1967 alla Rijksakademie di Amsterdam.
Inizia a lavorare inoltre a vari dipinti ma, fatta eccezione per una tela raffigurante un paesaggio di Bugey eseguito a memoria, non ne completerà nemmeno uno. Riesce invece a progettare il suo ultimo carattere tipografico, appositamente ideato per la fotocomposizione, ma che verrà reso pubblico postumo.
Cassandre muore suicida nell'estate del '68.

## Principali riconoscimenti
Nel 1925 Adolphe Jean Marie Mouron, in arte Cassandre, ha vinto la medaglia d'oro all'Esposizione internazionale di arti decorative e industriali moderne di Parigi. 

Nel 1962 è stato insignito del grado di Ufficiale della Legione d'Onore francese (nel 1948 era già stato insignito del titolo di Cavaliere). 

Nel 1972 è stato annoverato, postumo, nella Art Directors Club Hall of Fame.

## Principali manifesti
- 1923 - Au Bûcheron, negozio di mobili
- 1925 - L'Intransigent, giornale
- 1925 - Pi Volo, aperitivo
- 1926 - A la maison dorée (manifesto composto da sole scritte)
- 1927 - L'Étoile du Nord, treno
- 1928 - J'achète tout aux Galeries Lafayette (manifesto composto da sole scritte)
- 1929 - Deberny et Peignot (manifesto composto da sole scritte)
- 1931 - L'Atlantique, transatlantico
- 1932 - Dubonnet, vermouth
- 1932 - Wagon-Bar, vagone-ristorante delle ferrovie francesi
- 1935 - Normandie, transatlantico
- 1937 - Ford V8, automobile
- 1937 - Dole, cubetti d'ananas
- 1938 - Dole, succo d'ananas

## Principali caratteri tipografici
- 1929 - Bifur
- 1930 - Acier
- 1935 - Acier Noir
- 1937 - Peignot
- 1968 - Cassandre